# Les Masies (Aransís)
Les Masies és un indret del terme municipal de Gavet de la Conca, a l'antic terme d'Aransís, al Pallars Jussà, en territori del poble d'Aransís. És al capdavall del coster que hi ha al nord d'Aransís, coster que davalla cap al riu de Conques i que acull la majoria de les masies d'Aransís. La partida de damunt i al sud de les Masies s'anomena Caborrius. Hi pertanyen les masies de Claverol, Masia del Marquès, Masia Vella del Canonge, Masia de Macià, d'Agustí i de Toló, entre d'altres.